# Martijn Lakemeier
Martijn Lakemeier (Zwijndrecht, 17 september 1993) is een Nederlands filmacteur.

## Loopbaan
Hij groeide op in Zwijndrecht en doorliep daar de middelbare school (havo, Walburg College, 2006-2011). Lakemeier maakte op vijftienjarige leeftijd (dus tijdens zijn schoolperiode) zijn filmdebuut in de speelfilm Oorlogswinter (2008), naar het gelijknamige boek van Jan Terlouw. Het was zijn volwassenwordingsfilm; hij moest er voor naar Amsterdam en moest zeven keer auditie doen. In die film speelde hij de hoofdrol van Michiel van Beusekom. De film werd geregisseerd door Martin Koolhoven en was een van de succesvolste films van 2008. Er kwamen bijna een miljoen bezoekers naar de film. Na de opnamen moest Lakemeier weer gewoon naar school in Zwijndrecht.
Voor de rol van Michiel ontving hij op vijftienjarige leeftijd de Rembrandt Award voor beste Nederlandse acteur. In 2009 won hij op het Nederlands Film Festival in Utrecht het Gouden Kalf voor beste acteur. Lakemeier is de jongste winnaar van deze prijs ooit.
In 2009 was hij te zien als Mees in de bioscoopfilm Lover of loser van regisseur Dave Schram, gebaseerd op het gelijknamige boek van Carry Slee.
In 2010 speelde Lakemeier een kleine bijrol in de Nederlandse film Sonny Boy van regisseur Maria Peters. Hij speelt een van de hoofdrollen in de nieuwe Nederlandse dramaserie De geheimen van Barslet. De film Dagen van gras, deel zes in de serie One Night Stand van 2011, liet hem in de hoofdrol zien. Naast Elise Schaap speelde hij een hoofdrol in Ja, ik wil! (2015).
Pas toen (2012) hij ging studeren aan de Toneelacademie Maastricht, bleek de studie niet bij hem te passen en na een half jaar vertrok hij weer. Hij zag het eerst als een passende opleiding, maar raakte gedesillusioneerd door de afstand (Zwijndrecht-Maastricht) en sfeer.
Van 2014 tot 2020 speelde Lakemeier drie seizoenen lang de rol van Pepijn Augustinus in de Nederlandse dramaserie Hollands Hoop.
In 2020 speelde hij de hoofdrol in de film De Oost over de soldaat Johan die steeds meer gewetensbezwaren krijgt tijdens het optreden van Nederland bij de politionele acties in de onafhankelijkheidsstrijd van Indonesië. Hij kwam de coronapandemie door door te werken als magazijnmedewerker.
In 2024 speelt hij de rol van koning Willem-Alexander in de Videoland-serie Maxima. Voor die rol moest hij in korte tijd flink in gewicht toenemen.
Lakemeier woonde in Zwijndrecht, Amsterdam (2015-2020; hij kon er niet aarden) en woont sinds 2023 samen met Delfina Chaves in Rotterdam.